# Trenta-quatre
El trenta-quatre és un nombre natural que segueix el trenta-tres i precedeix el trenta-cinc. S'escriu 34 en xifres àrabs, XXXIV en les romanes i 三十四 en les xineses. És un nombre parell.
Ocurrències del trenta-quatre:
- És el prefix telefònic per trucar a Espanya.[1]
- El Comte de Montecristo té aquest nombre de presoner.[2][3]
- Designa les noces d'ambre.[cal citació]
- És el nombre atòmic del seleni.
- Designa l'any 34 i el 34 aC.
- És la constant d'un quadrat màgic d'ordre 4.[4]
- És un nombre d'Erdős-Woods.[5]
- En el relat “El rem de trenta-quatre” (dins del llibre “Marines i boscatges”) de Joaquim Ruyra. El vaixell protagonista es una barca de mitjana.[6]
- És un dels números de Fibonacci.